# Joševa (Bratunac, BiH)
Joševa je selo u općini Bratunac, Republika Srpska, BiH.

## Stanovništvo

### Nacionalni sastav1991.
ukupno: 231
- Bošnjaci - 231 (100%)